# Брекши
Брекши (латыш. Brekši) — микрорайон города Риги в Видземском предместье. Микрорайон Брекши расположен на окраине восточной части Риги, на южном берегу озера Юглас. Он граничит с микрорайонами Югла и Берги (соединение только по воде через реку Югла), а также с прилегающей к южной части Стопиньской волостью Ропажского края и прилегающей к части Гаркалнской волостью.

## География
Общая площадь микрорайона Брекши составляет 2 039 км², что на 3/5 меньше средней площади микрорайона в Риге. По периметру длина границы квартала составляет 8 787 метров. Очерченные границы микрорайона Брекши довольно четко читаются в природе, так как с южной стороны он окружен лесными массивами, а с северо-западной, северной и восточной сторон окружен поверхностными водоемами - озерами Югла, Югла и Маза-Югла.

## Инфраструктура

### Магазины
- Строительный рынок: «LARLV» (Biķernieku iela 228A).
- Продовольственные магазины: «Vesko» (Biķernieku iela 246).

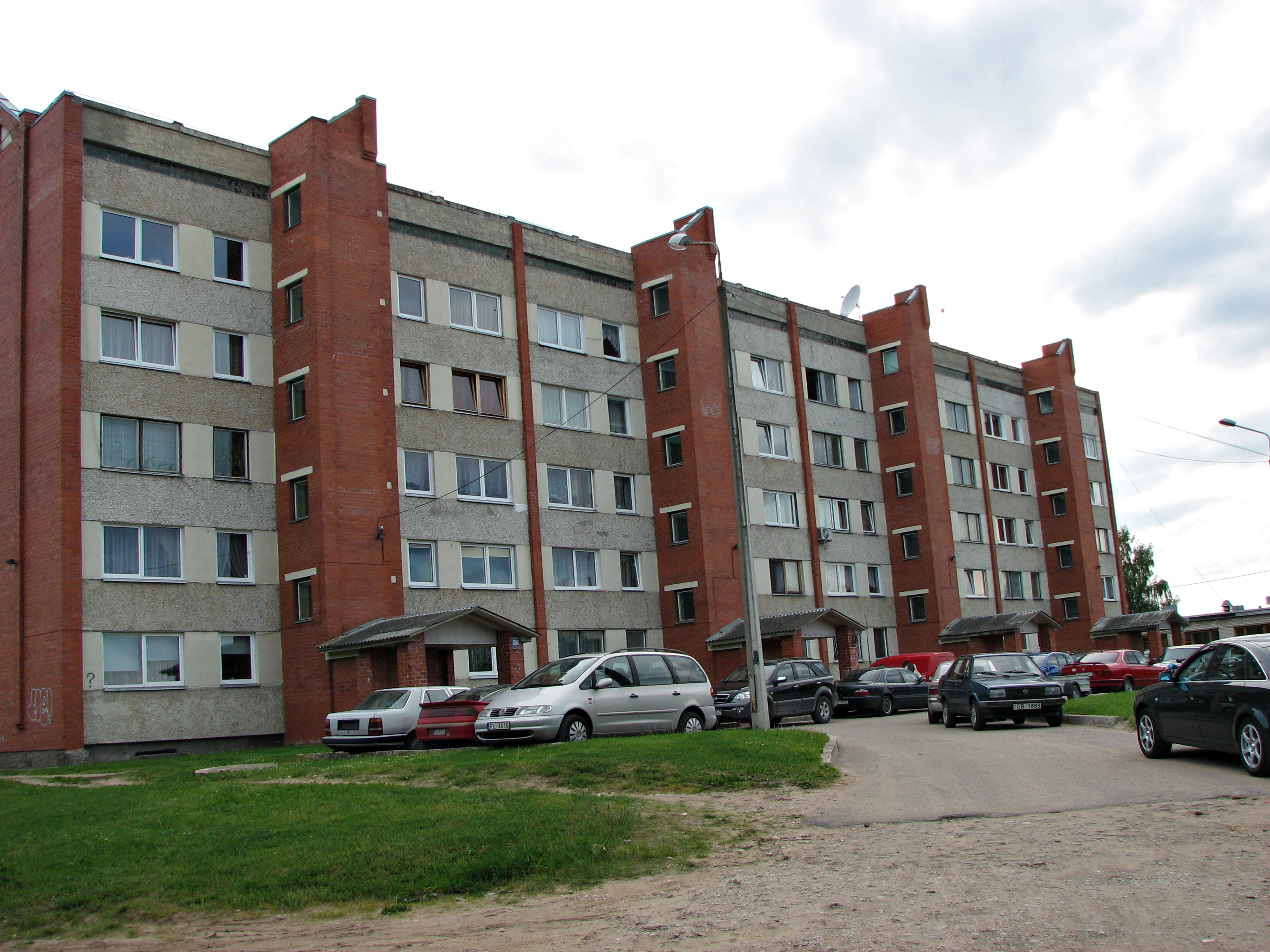
Типичные жилые дома в Брекши

### Транспорт
Автобус
- 16: Улица Абренес — Суниши